# Grover (Wyoming)
Grover è un census-designated place degli Stati Uniti d'America, situato nella Contea di Lincoln nello stato del Wyoming. Nel censimento del 2000 la popolazione era di 137 abitanti.

## Geografia fisica
Secondo i rilevamenti dell'United States Census Bureau, la località di Grover si estende su una superficie di 2,2 km², tutti occupati da terre.

## Popolazione
Secondo il censimento del 2000, a Grover vivevano 137 persone, ed erano presenti 38 gruppi familiari. La densità di popolazione era di 61,4 ab./km². Nel territorio comunale si trovavano 56 unità edificate. Per quanto riguarda la composizione etnica degli abitanti, il 96,35% era bianco, lo 0,73% proveniva dall'Asia e il 2,92% apparteneva a due o più razze. La popolazione di ogni razza ispanica corrispondeva al 2,92% degli abitanti.
Per quanto riguarda la suddivisione della popolazione in fasce d'età, il 27,7% era al di sotto dei 18, il 15,3% fra i 18 e i 24, il 20,4% fra i 25 e i 44, il 25,5% fra i 45 e i 64, mentre infine il 10,9% era al di sopra dei 65 anni di età. L'età media della popolazione era di 36 anni. Per ogni 100 donne residenti vivevano 101,5 uomini.